# Monestir de Sopoćani

El monestir de Sopoćani (en serbi: Сопоћани), donació del rei Stefan Uroš I de Sèrbia, va ser construït en la segona meitat del segle xiii, prop d'una font del riu Raška a la regió de Ras, al centre de la Sèrbia medieval. L'església va ser dedicada a la Santísima Trinitat i acabada al voltant de l'any 1265, amb l'interior decorat poc després. L'arquebisbe Sava II, que va esdevenir cap de l'Església ortodoxa sèrbia el 1263, està representat en processó d'arquebisbes a la zona de l'altar. Els frescs de Sopoćani són considerats per alguns experts en art medieval serbi com els més bells de l'època. A la paret oest de la nau hi ha el conegut fresc de la Dormició de la Verge. 

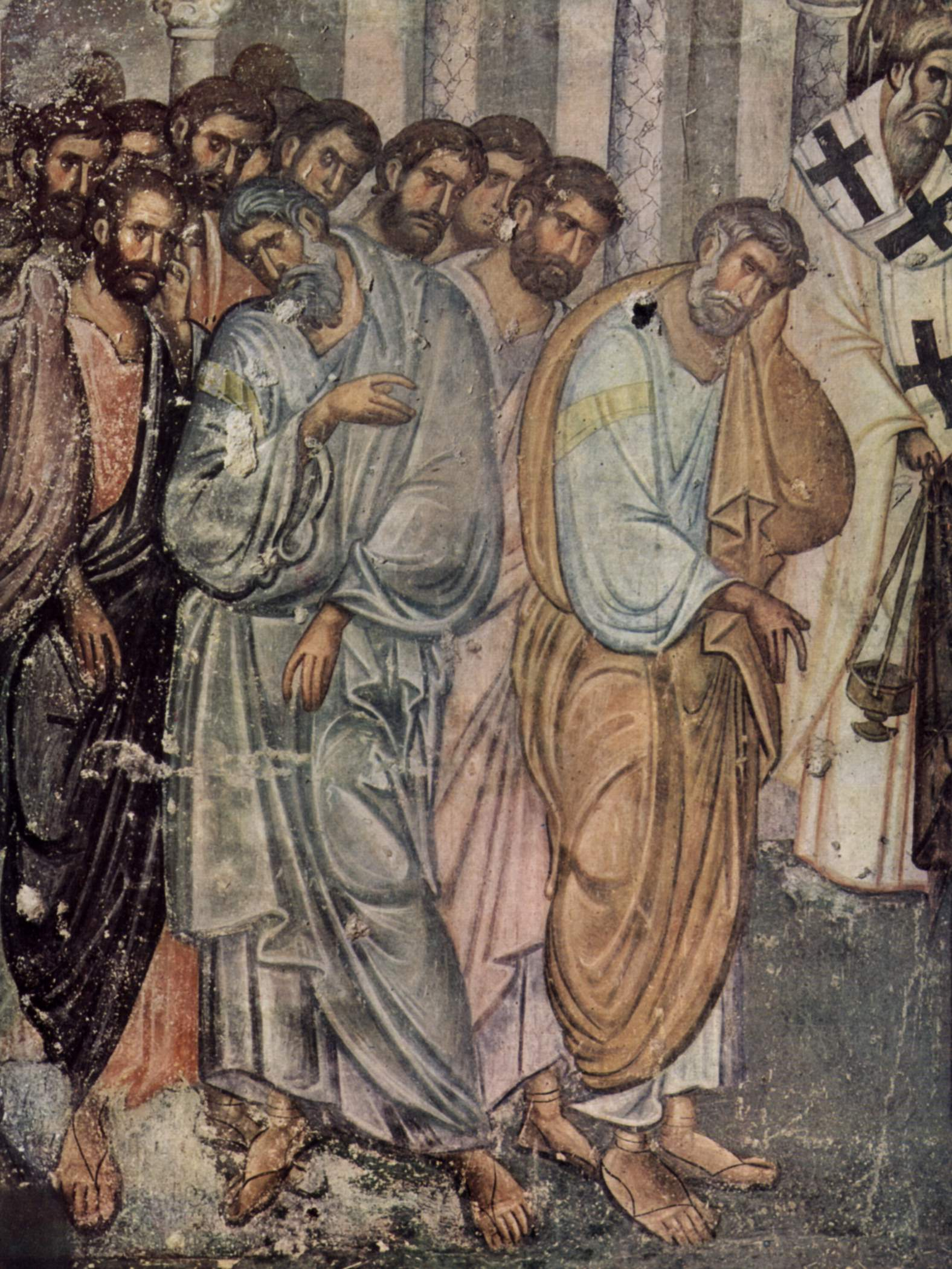
Fresc de Sopoćani

 El segle xvi els monjos van haver de deixar temporalment el monestir en diverses ocasions a causa de l'amenaça otomana. Finalment, durant un dels atacs ocorregut el 1689 els otomans van incendiar el monestir i es van dur el plom de la teulada. Els monjos van fugir amb algunes importants relíquies a Kosovo, i el monestir va romandre abandonat durant dos-cents anys, fins al segle xx. L'església a poc a poc va anar caient: les seves voltes es van excavar, va caure la cúpula i les restes dels edificis que l'envoltaven quedaren cobertes per runa. Finalment, durant el segle xx el monestir va ser restaurat i s'hi va assentar una nova comunitat de monjos. A pesar d'haver estat abandonats durant dos segles, la major part dels frescs de Sopoćani es conserven en bon estat.
Està inscrit en la llista del Patrimoni de la Humanitat de la UNESCO des del 1979.